# Rio Mantaro
O rio Mantaro é um rio que banha o Peru, afluente do rio Amazonas através do rio Ene. Tem uma extensão de 724 km. Seu nome quechua era Hatunmayo («rio grande»).